# 579787 Formentera
579787 Formentera è un asteroide della fascia principale. Scoperto nel 2007, presenta un'orbita caratterizzata da un semiasse maggiore pari a 2,318446 UA e da un'eccentricità di 0,217874, inclinata di 5,066157° rispetto all'eclittica.
Il nome ricorda l'omonima isola delle Baleari.